# وزير الثقافة
وزير الثقافة (أحياناً يُسمى وزير التراث والثقافة أو وزير الثقافة والفنون) وزير مكلَّف في الحكومة يكون عضواً في مجلس الوزراء. وهو مسؤول عن حماية التراث الوطني في بلد ما، المادي منه وغير المادي، وكذلك تشجيع وتعزيز أشكال التعبير الثقافي.